# Championnat du Nicaragua de football 2003-2004
Navigation
Saison précédente Saison suivante
La Primera División 2003-2004 est la soixante-et-unième édition de la première division nicaraguayenne.
Lors de ce tournoi, le Real Estelí FC a conservé son titre de champion du Nicaragua face aux neuf meilleurs clubs nicaraguayens.
La saison était divisée en deux tournois, l'Apertura et le Clausura, le Real Estelí FC ayant remporté les deux tournois, il a été sacré champion sans disputer la finale du championnat.
Lors du premier tournoi, chacun des dix clubs participants était confronté deux fois aux neuf autres équipes, puis les quatre meilleurs se sont affrontés lors d'une phase finale à la fin du tournoi.
Lors du second tournoi, seulement les huit meilleurs clubs du tournoi précédent étaient confrontés une seule fois aux sept autres équipes, puis s'affrontaient en fonction de leur classement lors d'une phase finale à la fin du tournoi.
Seulement deux places étaient qualificatives pour la Copa Interclubes UNCAF.

## Les 10 clubs participants
| \| I Deportivo Bluefields / Diriangén FC Deportivo Jalapa Deportivo Masachapa Deportivo Masatepe Deportivo Parmalat Deportivo Walter Ferreti Real Estelí FC Real Madriz FC San Marcos Deportivo Parmalat Deportivo Walter Ferreti \| Localisation des clubs engagés dans le championnat. |
| I Deportivo Bluefields / Diriangén FC Deportivo Jalapa Deportivo Masachapa Deportivo Masatepe Deportivo Parmalat Deportivo Walter Ferreti Real Estelí FC Real Madriz FC San Marcos Deportivo Parmalat Deportivo Walter Ferreti                                                           |

| Club                      | Stade                                        | Capacité          | Ville              |
| Deportivo Bluefields (en) | Stade Glorias Costeñas                       | 4 000             | Bluefields         |
| Diriangén FC              | Stade Cacique Diriangén                      | 7 500             | Diriamba           |
| Deportivo Jalapa (en)     | Stade Alejandro Ramos                        | 1 000             | Jalapa             |
| Deportivo Masachapa       | Stade inconnu                                | Capacité inconnue | San Rafael del Sur |
| Deportivo Masatepe        | Stade José Ernesto Sanchez                   | 2 000             | Masatepe           |
| Deportivo Parmalat        | Stade inconnu                                | Capacité inconnue | Managua            |
| Real Estelí FC            | Stade de l'Indépendance                      | 4 800             | Estelí             |
| Real Madriz               | Stade Municipal de Somoto                    | 3 000             | Somoto             |
| FC San Marcos             | Stade Olimpico de San Marcos                 | 3 000             | San Marcos         |
| Deportivo Walter Ferreti  | Stade Olympique de l'Indépendance de Managua | 8 000             | Managua            |

## Tournoi Apertura
Ce tournoi se déroule de la façon suivante, en deux phases :
- La phase de qualification : les dix-huit journées de championnat.
- La phase finale : les confrontations aller-retour allant des demi-finales à la finale.

### Phase de qualification
Les dix équipes affrontent à deux reprises les neuf autres équipes selon un calendrier tiré aléatoirement.
Le classement est établi sur le barème de points classique (victoire à 3 points, match nul à 1, défaite à 0).
Le départage final se fait selon les critères suivants :
- Le nombre de points.
- La différence de buts générale.
- Le nombre de buts marqué.

#### Classement
| Rang | Équipe                    | Pts | J  | G  | N | P  | Bp | Bc | Diff |
| ---- | ------------------------- | --- | -- | -- | - | -- | -- | -- | ---- |
| 1    | Real Estelí FC (T)        | 48  | 18 | 15 | 3 | 0  | 51 | 15 | +36  |
| 2    | Diriangén FC              | 35  | 18 | 10 | 5 | 3  | 47 | 22 | +25  |
| 3    | Deportivo Parmalat        | 33  | 18 | 10 | 3 | 5  | 34 | 26 | +8   |
| 4    | Real Madriz               | 31  | 18 | 9  | 4 | 5  | 38 | 19 | +19  |
| 5    | Deportivo Masatepe (P)    | 30  | 18 | 9  | 3 | 6  | 26 | 20 | +6   |
| 6    | Deportivo Walter Ferreti  | 21  | 18 | 6  | 3 | 9  | 22 | 28 | -6   |
| 7    | Deportivo Masachapa       | 17  | 18 | 4  | 5 | 9  | 20 | 33 | -13  |
| 8    | Deportivo Jalapa (en)     | 16  | 18 | 4  | 4 | 10 | 23 | 42 | -19  |
| 9    | Deportivo Bluefields (en) | 12  | 18 | 3  | 3 | 12 | 16 | 42 | -26  |
| 10   | FC San Marcos             | 9   | 18 | 2  | 3 | 13 | 20 | 50 | -30  |

| Légende : Qualifications et relégations | Légende : Qualifications et relégations                  |
| --------------------------------------- | -------------------------------------------------------- |
|                                         | Qualifié pour les demi-finales                           |
|                                         | Relégué en Segunda División                              |
|                                         | (T) : Tenant du titre (P) : Promu de la saison 2002-2003 |

#### Matchs
| Résultats (▼dom., ►ext.)                                   | Blu | Dir | Jal | RMa | Mac | Mat | Par | REs | San | Wal |
| Deportivo Bluefields (en)                                  |     | 2-2 | 1-1 | 0-2 | 2-2 | 0-3 | 2-0 | 0-6 | 3-0 | 2-1 |
| Diriangén FC                                               | 8-1 |     | 1-0 | 1-0 | 1-1 | 5-1 | 5-2 | 2-2 | 4-1 | 2-0 |
| Deportivo Jalapa (en)                                      | 4-1 | 1-4 |     | 0-0 | 3-2 | 2-0 | 2-3 | 1-3 | 2-1 | 1-2 |
| Real Madriz                                                | 2-0 | 1-1 | 7-0 |     | 0-0 | 3-1 | 2-3 | 3-3 | 4-0 | 3-1 |
| Deportivo Masachapa                                        | 2-1 | 1-0 | 3-1 | 0-1 |     | 1-3 | 1-4 | 1-2 | 2-2 | 0-3 |
| Deportivo Masatepe                                         | 1-0 | 0-0 | 1-1 | 2-1 | 4-0 |     | 3-1 | 0-2 | 3-0 | 1-0 |
| Deportivo Parmalat                                         | 3-0 | 4-3 | 2-2 | 1-0 | 3-0 | 0-0 |     | 1-3 | 1-1 | 2-1 |
| Real Estelí FC                                             | 3-1 | 2-0 | 5-0 | 2-1 | 2-1 | 2-1 | 1-0 |     | 3-0 | 4-0 |
| FC San Marcos                                              | 1-0 | 3-6 | 5-2 | 2-5 | 0-2 | 0-1 | 0-3 | 1-4 |     | 3-3 |
| Deportivo Walter Ferreti                                   | 1-0 | 0-2 | 1-0 | 2-3 | 1-1 | 2-1 | 0-1 | 2-2 | 2-0 |     |
| - Victoire à domicile - Match nul - Victoire à l'extérieur |     |     |     |     |     |     |     |     |     |     |

### La Phase Finale
Les quatre équipes qualifiées sont réparties dans le tableau final d'après leur classement général.
En cas d'égalité sur la somme des deux matchs, une prolongation puis une séance de tirs au but ont éventuellement lieu.

#### Tableau
|  |                    |            |                |            |              |     |   |        |        |        |        |        |
|  | 1/2 finale         | 1/2 finale | 1/2 finale     | 1/2 finale | 1/2 finale   |     |   | Finale | Finale | Finale | Finale | Finale |
|  |                    |            |                |            |              |     |   |        |        |        |        |        |
|  |                    |            |                |            |              |     |   |        |        |        |        |        |
|  | Diriangén FC       | (2)        | 0              | 4          |              |     |   |        |        |        |        |        |
|  | Diriangén FC       | (2)        | 0              | 4          |              |     |   |        |        |        |        |        |
|  | Deportivo Parmalat | (3)        | 2              | 0          |              |     |   |        |        |        |        |        |
|  | Deportivo Parmalat | (3)        | 2              | 0          | Diriangén FC | (2) | 0 | 0      |        |        |        |        |
|  |                    |            |                |            |              | (2) | 0 | 0      |        |        |        |        |
|  |                    |            | Real Estelí FC | (1)        | 0            | 1   |   |        |        |        |        |        |
|  | Real Estelí FC     | (1)        | Real Estelí FC | (1)        | 0            | 1   | 0 | 1      | 0(3)   |        |        |        |
|  | Real Estelí FC     | (1)        |                |            |              |     | 0 | 1      | 0(3)   |        |        |        |
|  | Real Madriz        | (4)        | 0              | 1          | 0(1)         |     |   |        |        |        |        |        |
|  | Real Madriz        | (4)        | 0              | 1          | 0(1)         |     |   |        |        |        |        |        |

#### Demi-finales
| Club           | Aller | Retour | Club               | Commentaire       |
| Diriangén FC   | 0-2   | 4-0    | Deportivo Parmalat |                   |
| Real Estelí FC | 0-0   | 1-1    | Real Madriz        | Tirs au but : 3-1 |

#### Finale
| Match aller      | Real Estelí FC | 0:0   | Diriangén FC | Stade de l'Indépendance |  |
| 14 décembre 2003 |                | (0:0) |              |                         |  |

| Match retour     | Diriangén FC | 0:1   | Real Estelí FC     | Stade Cacique Diriangén |  |
| 21 décembre 2003 |              | (0:1) | Selvin Álvarez 44e |                         |  |

## Tournoi Clausura
Ce tournoi se déroule de la façon suivante, en deux phases :
- La phase de classement : les sept journées de championnat entre les huit meilleures équipes du tournoi précédent.
- La phase finale : les confrontations aller-retour allant des quarts de finale à la finale.

### Phase de classement
Les huit équipes qualifiées affrontent une seule fois les sept autres équipes selon un calendrier tiré aléatoirement.
Le classement est établi sur le barème de points classique (victoire à 3 points, match nul à 1, défaite à 0).
Le départage final se fait selon les critères suivants :
- Le nombre de points.
- La différence de buts générale.
- Le nombre de buts marqué.

#### Classement
| Rang | Équipe                   | Pts | J | G | N | P | Bp | Bc | Diff |
| ---- | ------------------------ | --- | - | - | - | - | -- | -- | ---- |
| 1    | Real Madriz              | 18  | 7 | 6 | 0 | 1 | 17 | 8  | +9   |
| 2    | Real Estelí FC (T)       | 15  | 7 | 4 | 3 | 0 | 11 | 4  | +7   |
| 3    | Diriangén FC             | 11  | 7 | 3 | 2 | 2 | 15 | 11 | +4   |
| 4    | Deportivo Parmalat       | 10  | 7 | 3 | 1 | 3 | 11 | 13 | -2   |
| 5    | Deportivo Masatepe (P)   | 9   | 7 | 2 | 3 | 2 | 8  | 7  | +1   |
| 6    | Deportivo Masachapa      | 6   | 7 | 1 | 3 | 3 | 9  | 13 | -4   |
| 7    | Deportivo Jalapa (en)    | 6   | 7 | 2 | 0 | 5 | 10 | 18 | -8   |
| 8    | Deportivo Walter Ferreti | 3   | 7 | 1 | 0 | 6 | 11 | 18 | -7   |

| Abréviations : | Abréviations :                                           |
| -------------- | -------------------------------------------------------- |
|                | (T) : Tenant du titre (P) : Promu de la saison 2002-2003 |

#### Matchs
| Résultats (▼dom., ►ext.)                                   | Dir | REs | Jal | RMa | Mac | Mat | Par | Wal |
| Diriangén FC                                               |     |     | 6-1 |     | 2-2 | 3-0 | 0-1 |     |
| Real Estelí FC                                             | 1-1 |     | 2-0 | 1-0 |     |     |     | 2-1 |
| Deportivo Jalapa (en)                                      |     |     |     | 2-3 |     | 0-2 | 3-1 | 2-1 |
| Real Madriz                                                | 4-0 |     |     |     | 2-1 | 1-0 |     |     |
| Deportivo Masachapa                                        |     | 1-1 | 3-2 |     |     | 1-1 | 0-1 |     |
| Deportivo Masatepe                                         |     | 0-0 |     |     |     |     | 1-1 | 4-1 |
| Deportivo Parmalat                                         |     | 1-4 |     | 3-4 |     |     |     | 3-1 |
| Deportivo Walter Ferreti                                   | 2-3 |     |     | 1-3 | 4-1 |     |     |     |
| - Victoire à domicile - Match nul - Victoire à l'extérieur |     |     |     |     |     |     |     |     |

### La Phase Finale
Les huit équipes sont réparties dans le tableau final d'après leur classement général.
En cas d'égalité sur la somme des deux matchs, une prolongation puis une séance de tirs au but ont éventuellement lieu.

#### Tableau
|  |                          |               |                          |               |                |     |   |            |            |            |            |                |     |   |        |        |        |        |        |  |  |
|  | 1/4 de finale            | 1/4 de finale | 1/4 de finale            | 1/4 de finale | 1/4 de finale  |     |   | 1/2 finale | 1/2 finale | 1/2 finale | 1/2 finale | 1/2 finale     |     |   | Finale | Finale | Finale | Finale | Finale |  |  |
|  |                          |               |                          |               |                |     |   |            |            |            |            |                |     |   |        |        |        |        |        |  |  |
|  |                          |               |                          |               |                |     |   |            |            |            |            |                |     |   |        |        |        |        |        |  |  |
|  | Real Estelí FC           | (2)           | 0                        | 6             |                |     |   |            |            |            |            |                |     |   |        |        |        |        |        |  |  |
|  | Real Estelí FC           | (2)           | 0                        | 6             |                |     |   |            |            |            |            |                |     |   |        |        |        |        |        |  |  |
|  | Deportivo Jalapa (en)    | (7)           | 0                        | 1             |                |     |   |            |            |            |            |                |     |   |        |        |        |        |        |  |  |
|  | Deportivo Jalapa (en)    | (7)           | 0                        | 1             | Real Estelí FC | (2) | 6 | 5          |            |            |            |                |     |   |        |        |        |        |        |  |  |
|  |                          |               |                          |               |                | (2) | 6 | 5          |            |            |            |                |     |   |        |        |        |        |        |  |  |
|  |                          |               | Deportivo Walter Ferreti | (8)           | 0              | 0   |   |            |            |            |            |                |     |   |        |        |        |        |        |  |  |
|  | Real Madriz              | (1)           | Deportivo Walter Ferreti | (8)           | 0              | 0   | 0 | 0          |            |            |            |                |     |   |        |        |        |        |        |  |  |
|  | Real Madriz              | (1)           |                          |               |                |     |   |            |            |            |            |                |     |   |        |        |        |        |        |  |  |
|  | Deportivo Walter Ferreti | (8)           | 0                        | 1             |                |     |   |            |            |            |            |                |     |   |        |        |        |        |        |  |  |
|  | Deportivo Walter Ferreti | (8)           | 0                        | 1             |                |     |   |            |            |            |            | Real Estelí FC | (2) | 1 | 0      |        |        |        |        |  |  |
|  |                          |               |                          |               |                |     |   |            |            |            |            | Real Estelí FC | (2) | 1 | 0      |        |        |        |        |  |  |
|  |                          | Diriangén FC  | (3)                      | 0             | 0              |     |   |            |            |            |            |                |     |   |        |        |        |        |        |  |  |
|  | Diriangén FC             | Diriangén FC  | (3)                      | 0             | 0              | (3) | 3 | 8          |            |            |            |                |     |   |        |        |        |        |        |  |  |
|  | Diriangén FC             |               |                          |               |                |     | 3 | 8          |            |            |            |                |     |   |        |        |        |        |        |  |  |
|  | Deportivo Masachapa      | (6)           | 1                        | 2             |                |     |   |            |            |            |            |                |     |   |        |        |        |        |        |  |  |
|  | Deportivo Masachapa      | (6)           | 1                        | 2             | Diriangén FC   | (3) | 3 | 0          |            |            |            |                |     |   |        |        |        |        |        |  |  |
|  |                          |               |                          |               |                | (3) | 3 | 0          |            |            |            |                |     |   |        |        |        |        |        |  |  |
|  |                          |               | Deportivo Parmalat       | (4)           | 1              | 1   |   |            |            |            |            |                |     |   |        |        |        |        |        |  |  |
|  | Deportivo Parmalat       | (4)           | Deportivo Parmalat       | (4)           | 1              | 1   | 1 | 1          | 0(5)       |            |            |                |     |   |        |        |        |        |        |  |  |
|  | Deportivo Parmalat       | (4)           |                          |               |                |     | 1 | 1          | 0(5)       |            |            |                |     |   |        |        |        |        |        |  |  |
|  | Deportivo Masatepe       | (5)           | 0                        | 2             | 0(4)           |     |   |            |            |            |            |                |     |   |        |        |        |        |        |  |  |
|  | Deportivo Masatepe       | (5)           | 0                        | 2             | 0(4)           |     |   |            |            |            |            |                |     |   |        |        |        |        |        |  |  |

#### Quarts de finale
| Club               | Aller | Retour | Club                     | Commentaire      |
| Real Estelí FC     | 0-0   | 6-1    | Deportivo Jalapa (en)    |                  |
| Real Madriz        | 0-0   | 0-1    | Deportivo Walter Ferreti |                  |
| Diriangén FC       | 3-1   | 8-2    | Deportivo Masachapa      |                  |
| Deportivo Parmalat | 1-0   | 1-2    | Deportivo Masatepe       | Tirs au but :5-4 |

#### Demi-finales
| Club           | Aller | Retour | Club                     | Commentaire |
| Real Estelí FC | 6-0   | 5-0    | Deportivo Walter Ferreti |             |
| Diriangén FC   | 3-1   | 0-1    | Deportivo Parmalat       |             |

#### Finale
| Match aller   | Diriangén FC  | 2:1   | Real Estelí FC     | Stade Cacique Diriangén |  |
| 18 avril 2004 | 59e 89e (Pen) | (0:1) | Selvin Alvarez 28e |                         |  |

| Match retour  | Real Estelí FC | 1:2   | Diriangén FC | Stade de l'Indépendance |  |
| 25 avril 2004 | 59e            | (0:0) | 68e 89e      |                         |  |

## Finale du championnat
2003-2004
Real Estelí FC 2-4 Diriange FC
Ida
18 May 2004
Diriange FC 2-2 Real Estelí FC
Verta 
24 May 2004
Real Estelí FC 1-3 Diriange FC

## Bilan du tournoi
| Tableau d'Honneur |                |
| Compétition       | Vainqueur      |
| Primera División  | Real Estelí FC |
| Primera División  | Diriange FC    |

| Qualifications continentales 2004-2005 |                             |
| Copa Interclubes UNCAF                 | Qualifiés                   |
| Premier tour (en)                      | Real Estelí FC Diriangén FC |

| Promotions et relégations   |                 |
| Relégué en Segunda División | FC San Marcos   |
| Promu de Segunda División   | Atlético Estelí |